# Maira nychthemera
Maira nychthemera là một loài ruồi trong họ Asilidae. Maira nychthemera được Wulp miêu tả năm 1872. Loài này phân bố ở miền Ấn Độ - Mã Lai.